# Budy Wolskie (Mazovie)
Pour les articles homonymes, voir Budy Wolskie.
Budy Wolskie (prononciation : [ˈbudɨ ˈvɔlskʲɛ]) est un village polonais de la gmina de Puszcza Mariańska dans le powiat de Żyrardów de la voïvodie de Mazovie dans le centre-est de la Pologne.
Il se situe à environ 6 kilomètres au sud de Puszcza Mariańska (siège de la gmina), 14 kilomètres au sud de Żyrardów (siège de la Powiat) et à 54 kilomètres au sud-ouest de Varsovie (capitale de la Pologne).
Le village possède approximativement une population de 70 habitants en 2006.

## Histoire
De 1975 à 1998, le village appartenait administrativement à la voïvodie de Skierniewice.